# Валя-Поєній (Прахова)
Валя-Поєній (рум. Valea Poienii) — село у повіті Прахова в Румунії. Входить до складу комуни Валя-Келугеряске.
Село розташоване на відстані 58 км на північ від Бухареста, 11 км на схід від Плоєшті, 88 км на південний схід від Брашова.

## Населення
За даними перепису населення 2002 року у селі проживали 379 осіб, з них 377 осіб (99,5%) румунів. Рідною мовою 376 осіб (99,2%) назвали румунську.